# Dioscorea orizabensis
Dioscorea orizabensis är en enhjärtbladig växtart som beskrevs av Edwin Burton Uline. Dioscorea orizabensis ingår i släktet Dioscorea och familjen Dioscoreaceae. Inga underarter finns listade i Catalogue of Life.